# Santiago Muñoz Machado
Santiago Muñoz Machado (Pozoblanco, 27 de julio de 1949) es un jurista y académico español, director de la Real Academia Española y presidente de la Asociación de Academias de la Lengua Española desde el 10 de enero de 2019. Como jurista, está especializado en derecho administrativo y derecho constitucional. Es también miembro de la Real Academia de Ciencias Morales y Políticas y director del Diccionario del español jurídico y del Diccionario panhispánico del español jurídico. En febrero de 2024 se le nombró Hijo Predilecto de Andalucía.

## Biografía
También pertenece al Cuerpo Superior de Administradores Civiles del Estado desde 1973.
Es profesor de la Universidad Complutense de Madrid, de la que es catedrático de Derecho Administrativo desde 1994. Obtuvo la cátedra en la Universidad de Valencia en 1980, y dos años más tarde la cátedra de la misma disciplina en la Universidad de Alcalá de Henares.
Presidió Muñoz Machado Abogados y la editorial Iustel. Fue elegido miembro de la RAE en diciembre de 2012 y tomó posesión el 26 de mayo de 2013 con el discurso "Los itinerarios de la libertad de la palabra". Ocupa el sillón r. y fue secretario de la Real Academia Española, miembro de número de la Real Academia de Ciencias Morales y Políticas, abogado, escritor y editor. 
Dirige y edita la revista El Cronista del Estado Social y Democrático de Derecho, además de otras publicaciones jurídicas especializadas. 
En diciembre de 2018 fue elegido director de la RAE en una segunda vuelta de votaciones en una elección especialmente reñida con su contrincante Juan Luis Cebrián, presidente ejecutivo de Prisa. Muñoz Machado logró 22 votos contra 13. Se convirtió así en el primer director no lingüista de la RAE  después de la dirección entre 1982 y 1987 del médico, químico y escritor Pedro Laín Entralgo. El 1 de diciembre de 2022 fue reelegido como director de la RAE. Estará en dicho puesto durante cinco años más.
Desde 2019 es Consejero de Estado.

## Obra
La obra de Muñoz Machado es muy amplia y diversa. Puede ordenarse en tres bloques diferenciados: 1.º) sus libros y escritos de carácter jurídico, 2.º) los ensayos y obra narrativa, y 3.º) estudios históricos.
1. Las publicaciones de carácter jurídico suman un número muy elevado (más de 40 libros y centenares de artículos en todas las revistas de su especialidad). Versan sobre Derecho Administrativo, Constitucional y Comunitario Europeo preferentemente. Lo publicado hasta la actualidad culmina con dos obras: el Tratado de Derecho Administrativo y Derecho Público general (BOE, 2017) en 14 volúmenes hasta este momento, y el Diccionario Panhispánico del Español Jurídico (BOE, 2017) que recoge todo el vocabulario del Derecho en los países hispanohablantes; han colaborado con él más de cuatrocientos juristas de los dos lados del Atlántico.
2. En el bloque de ensayos y narraciones los títulos más conocidos son La reserva de jurisdicción (Civitas, 1988), Constitución (Iustel, 2004), Los itinerarios de la libertad de palabra (Crítica, 2013) y la trilogía formada por Informe sobre España: repensar el Estado o destruirlo (Crítica, 2012), Cataluña y las demás Españas (Crítica, 2014) y Vieja y nueva Constitución (Crítica, 2016). Informe sobre España obtuvo el Premio Nacional de Literatura (modalidad Ensayo) en 2013. Riofrio. La justicia del señor juez (Edhasa, 2010) es su narración más conocida.
3. Por lo que concierne a sus estudios históricos, destacan los libros El problema de la vertebración del Estado en España (desde el siglo XVIII al siglo XXI) (Iustel, 2006), Sepúlveda, cronista del emperador (Edhasa, 2012), Hablamos la misma lengua (Crítica, 2018), que obtuvo el Premio Nacional de Historia 2018, y Civilizar o exterminar a los bárbaros (Crítica, 2019).

### Obra
- La sanidad pública en España (evolución histórica y situación actual), Instituto de Estudios Administrativos, Madrid, 1975.
- Expropiación y Jurisdicción, Instituto de Estudios Administrativos, Madrid, 1976.
- Las elecciones locales (en colaboración con L. Cosculluela Montaner), Civitas, Madrid, 1979.
- El ordenamiento jurídico de la Comunidad Europea y la Constitución Española, Ed. Civitas, Madrid, 1980.
- Las potestades legislativas de las Comunidades Autónomas, Civitas, Madrid, 1979, 2.ª Edición, 1981.
- Derecho Público de las Comunidades Autónomas, 2 tomos, Civitas 1982 y 1984.[c][d]
- La libertad de ejercicio de la profesión y el problema de las atribuciones de los técnicos titulados, en colaboración con L. Parejo Alfonso y E. Ruiloba Santana, Instituto de Estudios de Administración Local, Madrid, 1983.
- Cinco Estudios sobre el poder y la técnica de legislar, Civitas, Madrid, 1986.
- El Estado, el Derecho Interno y la Comunidad Europea, Civitas, Madrid, 1986.
- Tratado de Derecho Comunitario Europeo. Estudio sistemático desde el Derecho Español. Ed. Civitas, 1986, 3 vols. (Dir, junto a E. García de Enterría, y J. González Campos).
- Libertad de prensa y procesos por difamación, Ariel, 1988.
- Tratado de Derecho Municipal, 2 vols, Ed. Civitas, 1988. 2.ª ed., Civitas 2003.
- La reserva de jurisdicción, La Ley, 1989.
- La Unión Europea y las mutaciones del Estado, Alianza Universidad, Madrid, 1.993.
- Público y privado en el mercado europeo de la televisión, Civitas, Madrid, 1993.
- La formación y la crisis de los servicios sanitarios públicos, Alianza Editorial, Madrid, 1.995.
- La responsabilidad civil concurrente de las Administraciones Públicas (y otros estudios sobre responsabilidad), Civitas 1992.[e]
- Derecho Europeo del Audiovisual (Actas del Congreso dirigido por S. Muñoz Machado, organizado por la Asociación Europea de Derecho del Audiovisual presidida por él, celebrado en Sevilla en octubre de 1996), Escuela Libre Editorial, Madrid, 1997, 2 vols.
- Política social de la Unión Europea en materia de minusvalías (Dir., con R. de Lorenzo García), Escuela Libre Editorial, Madrid, 1997.
- Servicio Público y Mercado (4 volúmenes) Civitas, Madrid, 1998; Volumen I, Los fundamentos; Volumen II, Las telecomunicaciones; Volumen III, La televisión; Volumen IV, El sistema eléctrico.
- Las estructuras del bienestar, 4 volúmenes, director con J.L. García Delgado y L. González Seara), Escuela Libre Editorial, Ed. Cívitas, 1997-2002;[f]
- Los animales y el Derecho, Civitas, Madrid, 1999.
- La regulación de la red. Poder y Derecho en Internet. Taurus, Madrid, 2000.
- La resurrección de las ruinas (El caso del Teatro Romano de Sagunto), Civitas, Madrid, 2002.
- Los grandes procesos de la Historia de España, Crítica, Barcelona, 2002.
- Tratado de Derecho Administrativo y Derecho Público General
  - I. La formación de las instituciones públicas y su sometimiento al Derecho, 1.ª ed. Civitas-Aranzadi, 2004; 2.ª ed. Iustel 2006; reimpresión 2009. 1440 págs.
  - II. El ordenamiento jurídico, Iustel, Madrid, 2006. 1408 págs.
  - III. La organización territorial del Estado. Las Administraciones Públicas, Iustel, Madrid, 2009. 1240 págs.
  - IV. La actividad administrativa, Iustel, Madrid, 2011, 1108 págs.
- Constitución, Ed. Iustel, 2004. 352 págs.
- Diccionario de Derecho Administrativo, Iustel, Madrid, 2005. 2 vols., 2.736 páginas
- Comentarios a las Leyes de Fundaciones y mecenazgo (Dir. Junto con M. Cruz Amorós y R. de Lorenzo García), Iustel, Madrid, 2005.
- El problema de la vertebración del Estado en España (Del siglo XVIII al siglo XXI), Iustel, 2006. 384 págs.[9]
- El Estado-Nación en dos encrucijadas históricas (director junto con J.M. de Bernardo Ares), Iustel, Madrid, 2006.
- Comentarios al Estatuto de Autonomía para Andalucía (Dir. junto con M. Rebollo Puig), Civitas, Madrid, 2008.
- Constitución y Leyes Administrativas fundamentales. Autor junto con Tomás Ramón Fernández y Juan Alfonso Santamaría Pastor, Iustel, 2008.
- Comentarios a la Ley de la Lectura del Libro y de las Bibliotecas, Iustel, Madrid, 2008.[10]
- Código de las Leyes Administrativas. Autor junto con Eduardo García de Enterría y Juan Francisco Mestre Delgado, 16.ª edición, Civitas Thomson Reuters, 2012.
- El Planeamiento Urbanístico, (junto con el Catedrático de Derecho Administrativo prof. Mariano López Benítez), 2.ª ed. Colección Biblioteca de Derecho Municipal, Iustel, 2009.
- Derecho de la Regulación Económica, I. Fundamentos e instituciones de la regulación (S. Muñoz Machado y J. Esteve Pardo, Dirs.), Iustel, Madrid, 2009
- Derecho de la Regulación Económica, III. Sector energético, 2 Tomos (S. Muñoz Machado, M. Serrano González y Mariano Bacigalupo, Dirs.)., Iustel, Madrid, 2009
- Anuario de Derecho de Fundaciones, Iustel, Madrid, 2009.
- Riofrío. La justicia del señor Juez, Edhasa, 2010.[11]
- Tratado de Derecho Municipal, 4 vols., 3.ª ed., Iustel, 2011.
- Sepúlveda, cronista del emperador, Edhasa, 2012.
- Informe sobre España. Repensar el Estado o destruirlo, Editorial Crítica, 2012, 4.ª ed. 2014.
- Derecho de la Regulación Económica, V: Audiovisual, Director, Iustel, 2012.
- Los itinerarios de la libertad de palabra, Editorial_Critica, Barcelona, 2013.[12]
- Crisis y reconstitución de la estructura territorial del Estado, Iustel, serie Conferencias-1, Madrid, 2013.
- Las comunidades autónomas y la Unión Europea, Academia Europea de Ciencias y Artes, Madrid, 2013.
- Sobre la pobreza y el Derecho, Iustel, serie Conferencias-2, Madrid, 2014.[13][14]
- Cataluña y las demás Españas, Editorial_Critica, Madrid, 2014.
- Historia de la Abogacía Española (II volúmenes, 2.000 páginas, Thomson Aranzadi, Madrid 2015).
- Vieja y nueva Constitución, Editorial Crítica, Madrid, 2016.[15]
- Diccionario del español jurídico (Dir.), Editorial Espasa, Madrid, 2016.[16]
- Diccionario panhispánico del español jurídico (Dir.), Santillana, Madrid, 2016.[17]
- Hablamos la misma lengua, Crítica, 2018
- Comentario mínimo a la Constitución (dir.), Crítica, 2018
- Civilizar o exterminar a los bárbaros, Crítica, 2019
- Cervantes, Editorial Crítica, 2021, 1040 pp.[18]
- De la democracia en Hispanoamérica Taurus, 2025

## Premios y reconocimientos

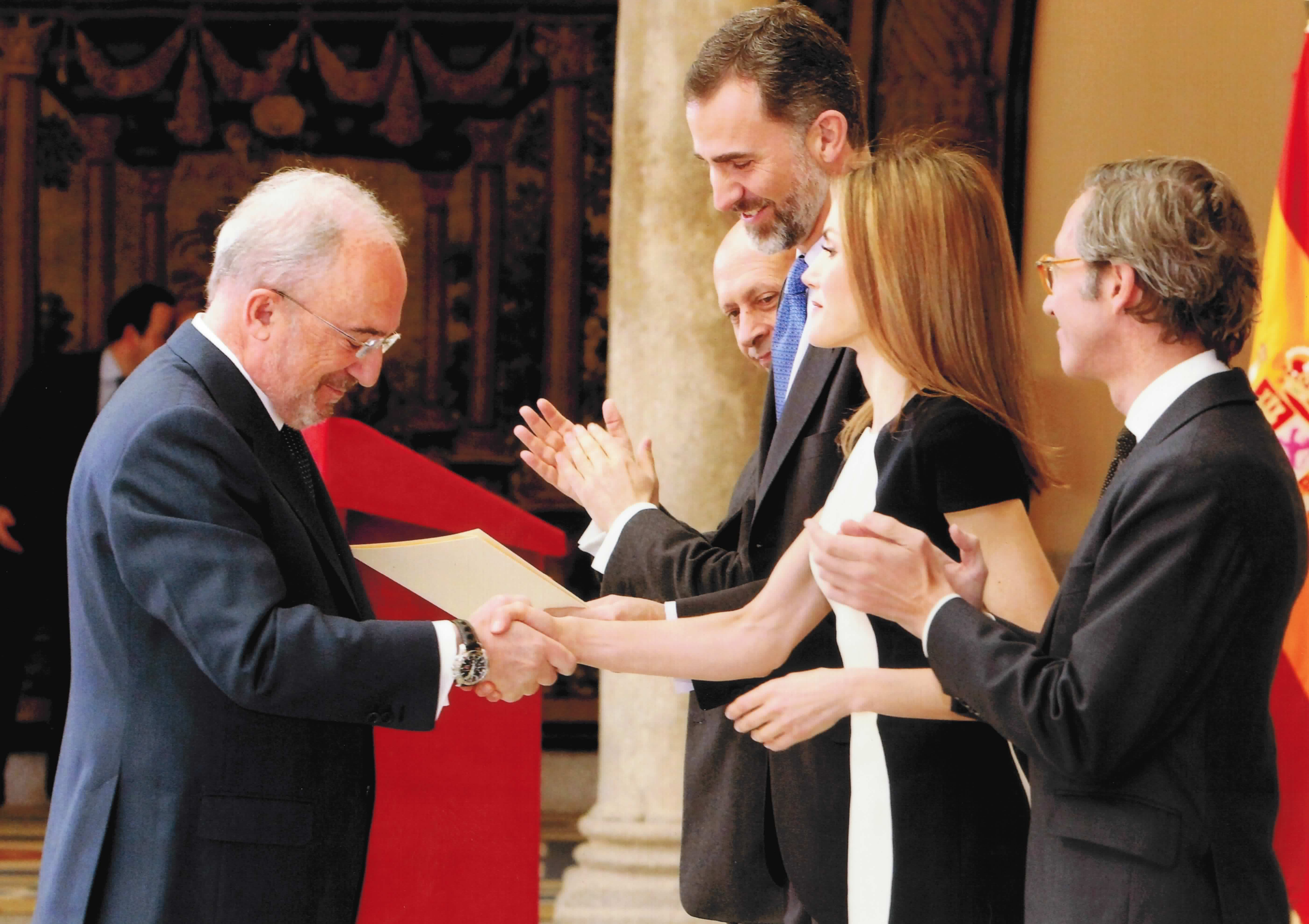
Entrega del Premio Nacional de Ensayo 2013 a Santiago Muñoz Machado por parte de Felipe VI y la reina Letizia

- Premio Nacional de Historia de España 2018[19]
- Académico de número de la Real Academia Española, (sillón r).
- Académico de número de la Real Academia de Ciencias Morales y Políticas.
- Académico de Honor de la Real Academia de Córdoba de Ciencias, Bellas Letras y Nobles Artes[20]
- Académico de Honor de la Academia Colombiana de la Lengua.
- Académico correspondiente de la Academia Paraguaya de la Lengua Española.
- Académico correspondiente de la Academia Nacional de Derecho y Ciencias Sociales de Buenos Aires.
- Premio Nacional de Literatura, (modalidad Ensayo), 2013, por su Informe sobre España: repensar el Estado o destruirlo[21][22]
- Premio Adolfo Posada por su Derecho público de las comunidades autónomas[23]
- Doctor honoris causa por la Pontificia Universidad de Católica de Valparaíso, Chile.
- Doctor honoris causa por la Universidad de Salamanca, 2019[24]
- Doctor honoris causa por la Universidad de Valencia[25]
- Doctor honoris causa por la Universidad de Córdoba[26]
- Doctor honoris causa por la Universidad de Extremadura[27]
- Medalla de las Cortes Generales, 2018[28]
- Medalla de Andalucía (2014)[29]
- Distinción Abderramán III de la Universidad de Córdoba[30]
- Gran Cruz de la Orden de San Raimundo de Peñafort.[31]
- Premio Averroes de oro Ciudad de Córdoba
- Hijo Predilecto de Andalucía: 2024[32]
- Académico correspondiente de la Academia Argentina de Letras